# Arshak Makichyan
Arshak Arturi Makichyan, en arménien : Արշակ Արթուրի Մակիչյան, né en 1993 ou en 1994, est un militant écologiste et pacifiste d'origine arménienne vivant en Russie,. Pendant plus de 40 semaines et jusqu'à son arrestation en décembre 2019, il a organisé une grève solitaire pour le climat tous les vendredis sur la place Pouchkine à Moscou,,,. En Russie, les manifestations solitaires sont légales mais toute manifestation plus importante nécessite l'autorisation de la police. Makichyan a demandé aux autorités l'autorisation d'organiser des manifestations de plus grandes envergures à plus de 10 reprises. Toutes ses demandes ont été refusées.
Son engagement a poussé d'autres personnes en Russie à participer à des grèves pour le climat. En décembre 2019, il est condamné à six jours de prison, quelques heures après son retour de Madrid, en Espagne, où il a pris la parole lors de la Conférence des Nations Unies sur les changements climatiques de 2019 (COP 25),.
Après l'invasion de l'Ukraine par la Russie en 2022, il a élargi ses protestations en écrivant « Je suis contre la guerre » sur des dizaines d'autocollants. Makichyan était responsable des réseaux sociaux, jusqu'à ce que son travail disparaisse après l'invasion russe de l'Ukraine, les sites web ayant été bloqués. En 2022, il est jugé en Russie et déchu de sa nationalité russe alors qu'il est en exil en Allemagne. La justice l'accuse d'avoir fourni de fausses informations sur lui-même lors de sa demande de nationalité russe en 2004, alors qu'il n'avait que 10 ans.
Il a étudié le violon au conservatoire Tchaïkovski de Moscou,,.